# Catedral de Nuestra Señora y San Felipe Howard (Arundel)
La Iglesia Catedral de Nuestra Señora y San Felipe Howard es una catedral católica ubicada en la localidad de Arundel (Sussex Occidental). Construida en 1873 como iglesia parroquial, se convirtió en catedral en 1965 con la fundación de la diócesis de Arundel y Brighton.

## Historia
La construcción del templo se debe fundamentalmente al aporte económico de la familia Howard, duques de Norfolk y condes de Arundel, una de las más prominentes familias católicas de la aristocracia inglesa, asentados desde 1102 y aún actualmente en el castillo de Arundel. 

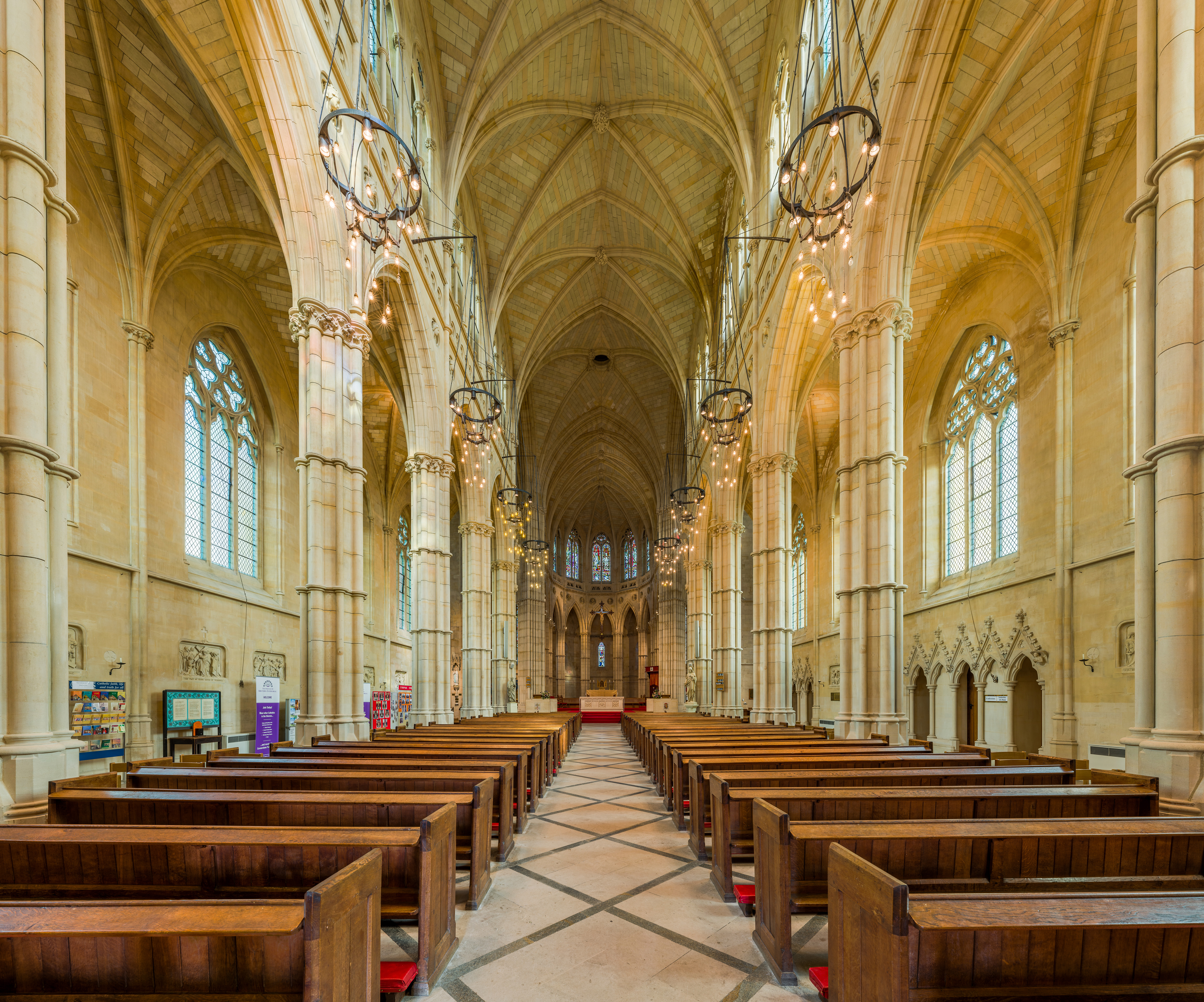
Interior de la catedral de Arundel

En 1664 el catolicismo fue suprimido en Inglaterra, pasando todas las iglesias y catedrales del país a pertenecer a la Iglesia Anglicana. No sería hasta 1829, mediante la ley de emancipación católica, que se permitiera de nuevo abrir parroquias al culto católico.
En 1868, Henry Fitzalan-Howard, 15.º duque de Norfolk contrató al arquitecto Joseph Hansom para iniciar la construcción de un templo católico en Arundel, en concordancia con el estilo del imponente castillo que la familia posee en esta localidad. Hansom diseñó una iglesia de grandes proporciones inspirada en el gótico francés construida con piedra procedente de las canteras de Bath.
Inicialmente estuvo dedicada a San Felipe Neri, más tarde se cambiaría la advocación, tras la canonización en 1970 de Philip Howard, XX conde de Arundel, conocido como uno de los Cuarenta mártires de Inglaterra y Gales que murieron por su fe durante el reinado de la reina Isabel de Inglaterra. San Felipe Howard murió de disentería en 1595 tras pasar diez años encerrado en la Torre de Londres.

## Eventos
En la catedral de Arundel se grabó un videoclip del grupo coral Libera para Songs of Praise pero en ella también han tenido lugar conciertos de esta conocida formación (junio de 2019; mayo de 2007, 2009, 2010, 2012 y 2014).

### Corpus Christi
Cada año, la Catedral de Arundel celebra el Corpus Christi con un festival de flores que atrae peregrinos y turistas de todo el mundo. La alfombra floral, meticulosamente elaborada en un solo día por voluntarios, sigue una temática única anual. 